# یوتبری
یوتِبُریْ (به سوئدی: Göteborg) دومین شهر بزرگ سوئد و پنجمین شهر بزرگ کشورهای نوردیک پس از شهرهای کپنهاگ، استکهلم، هلسینکی و اسلو است. این شهر در کنار کاتگات، در ساحل غرب سوئد واقع شده‌است و جمعیت آن حدود ۵۸۰٬۰۰۰ نفر در منطقه شهری و نزدیک به یک میلیون نفر در منطقه کلان‌شهری است.
یوتبری از شهرهای مهم، قطب صنعتی و یکی از پرتنوع‌ترین شهرهای این کشور است.

## تاریخ
این شهر به دستور گوستاو آدولف دوم در سال ۱۶۲۱ میلادی در دهانه رود یوتا بنیاد نهاده شد.

## اقتصاد
دفاتر مرکزی و شماری از کارخانه‌های شرکت‌های خودروسازی ولوو و بلبرینگ سازی اس‌کااف در گوتنبرگ قرار دارد.

## جشنواره‌های یوتبری
- جشن یوتبری (Göteborgskalaset)
- جشنواره حق زندگی
- جشنواره فیلم یوتبری
- gothenburg horse show

## دانشگاه‌ها
دانشگاه یوتبری و دانشگاه صنعتی چالمرز در این شهر قرار دارند.

## شهرهای خواهر خوانده
- برگن، نروژ
- تورکو، فنلاند
- آرهوس، دانمارک
- اسلو، نروژ
- شانگهای، چین
- لیون، فرانسه[۸]
- شیکاگو، آمریکا
- کراکوف، لهستان
- جلدگوب، سومالی
- سن پترزبورگ، روسیه
- تالین، استونی
- روستوک، آلمان
- بادالونا، اسپانیا

## نگارخانه

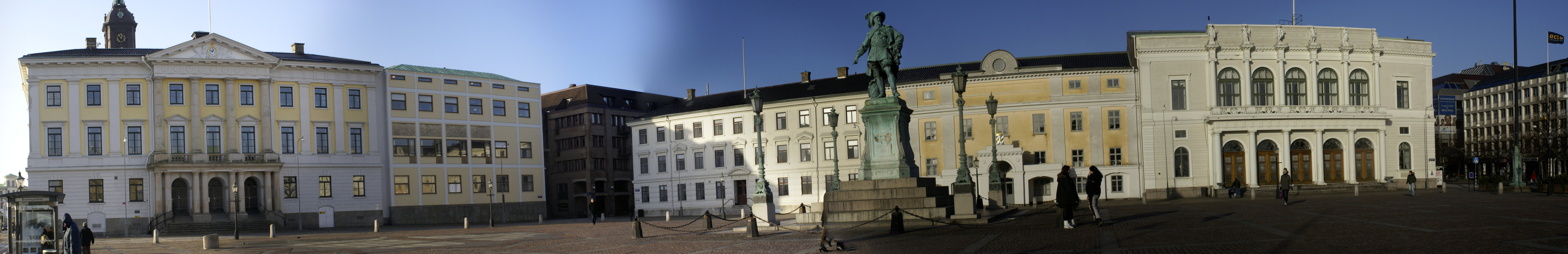
نمایی از میدان گوستاو آدولف دوم سوئد

نقشه شهر - ۱۸۸۸ میلادی
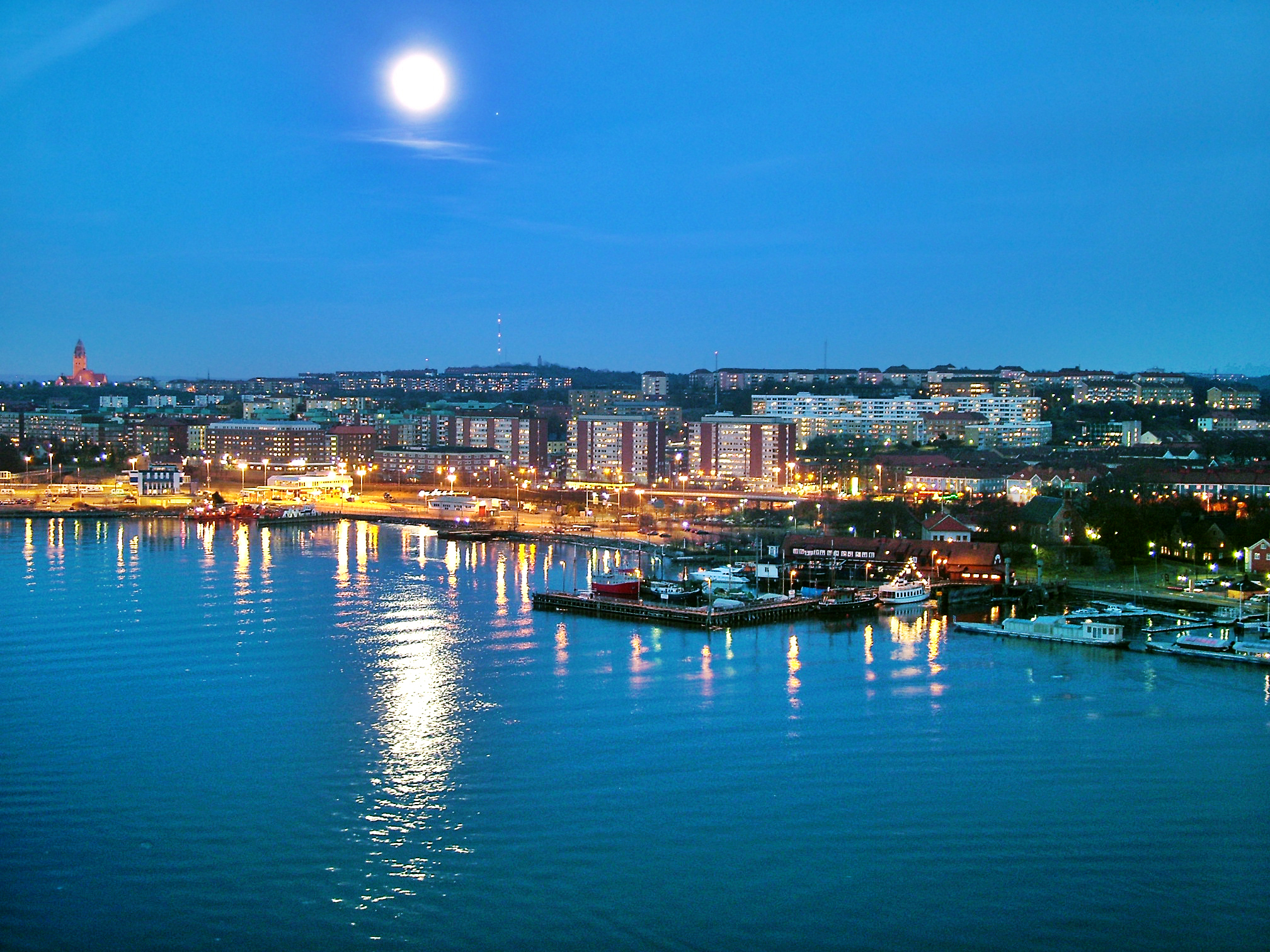
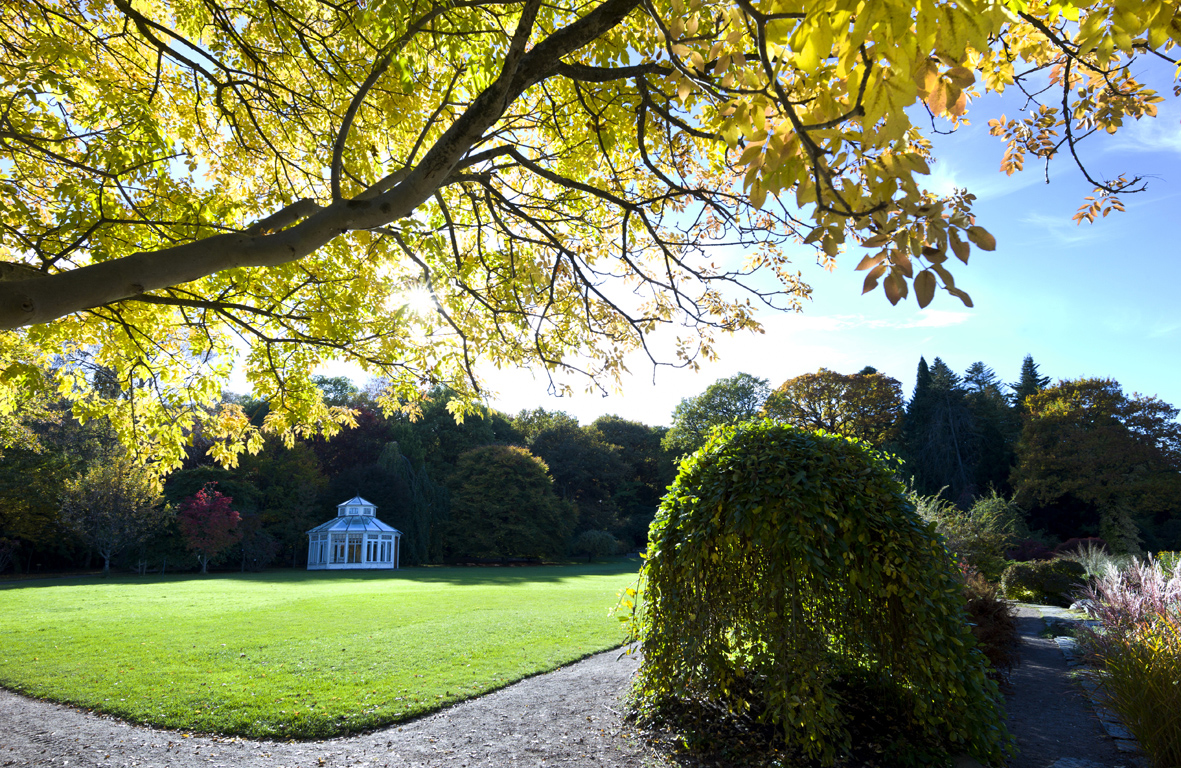
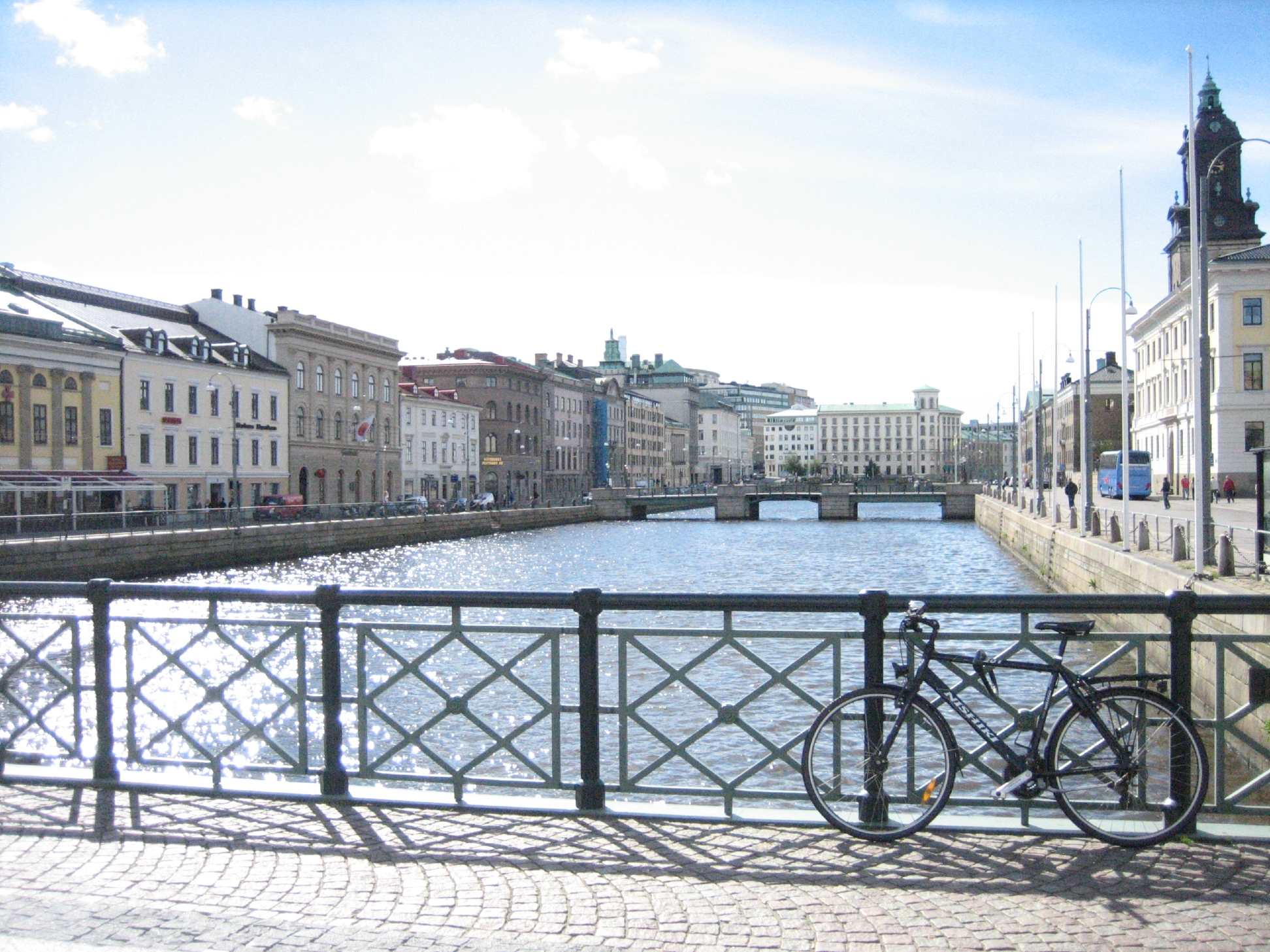
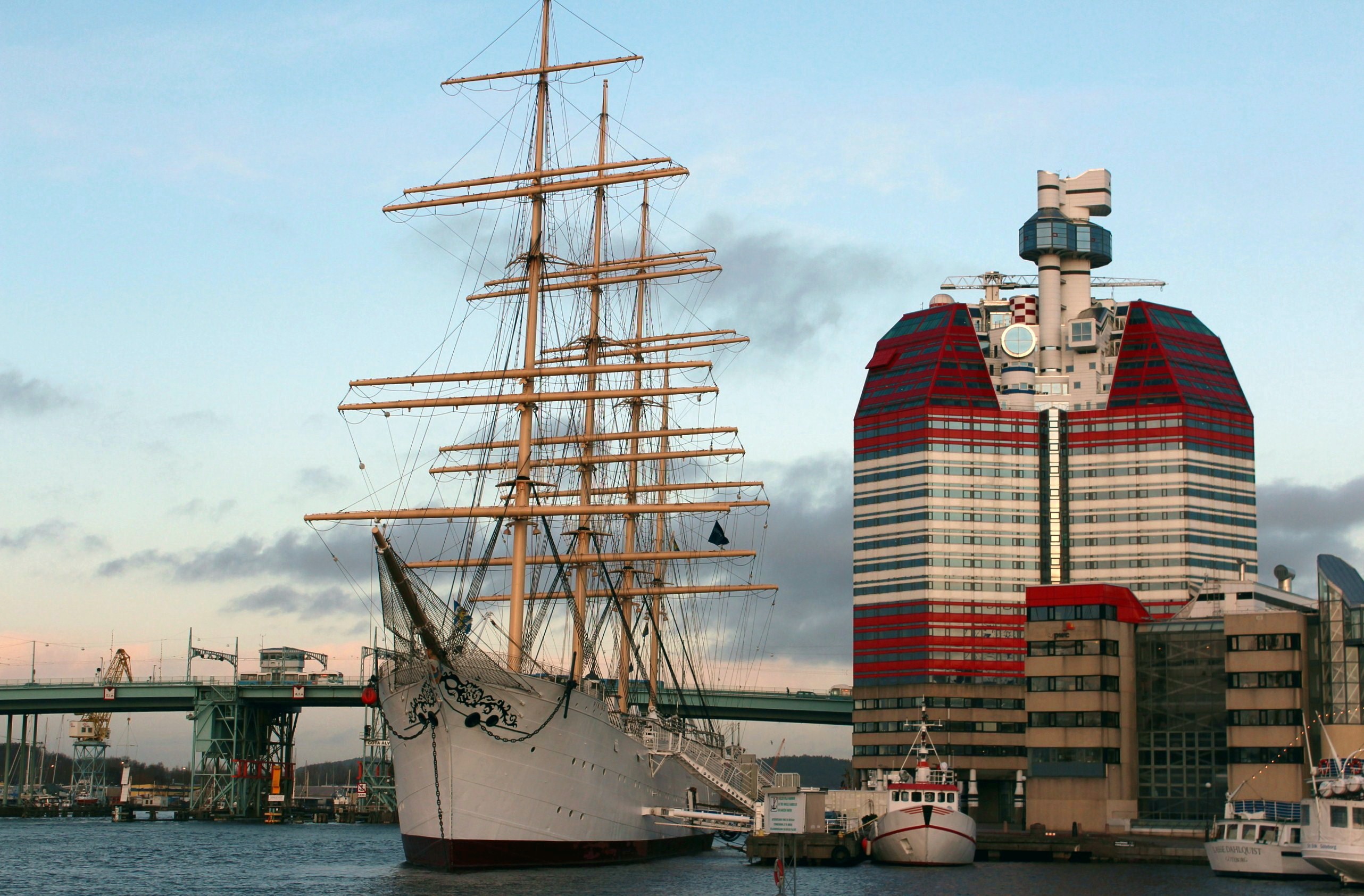
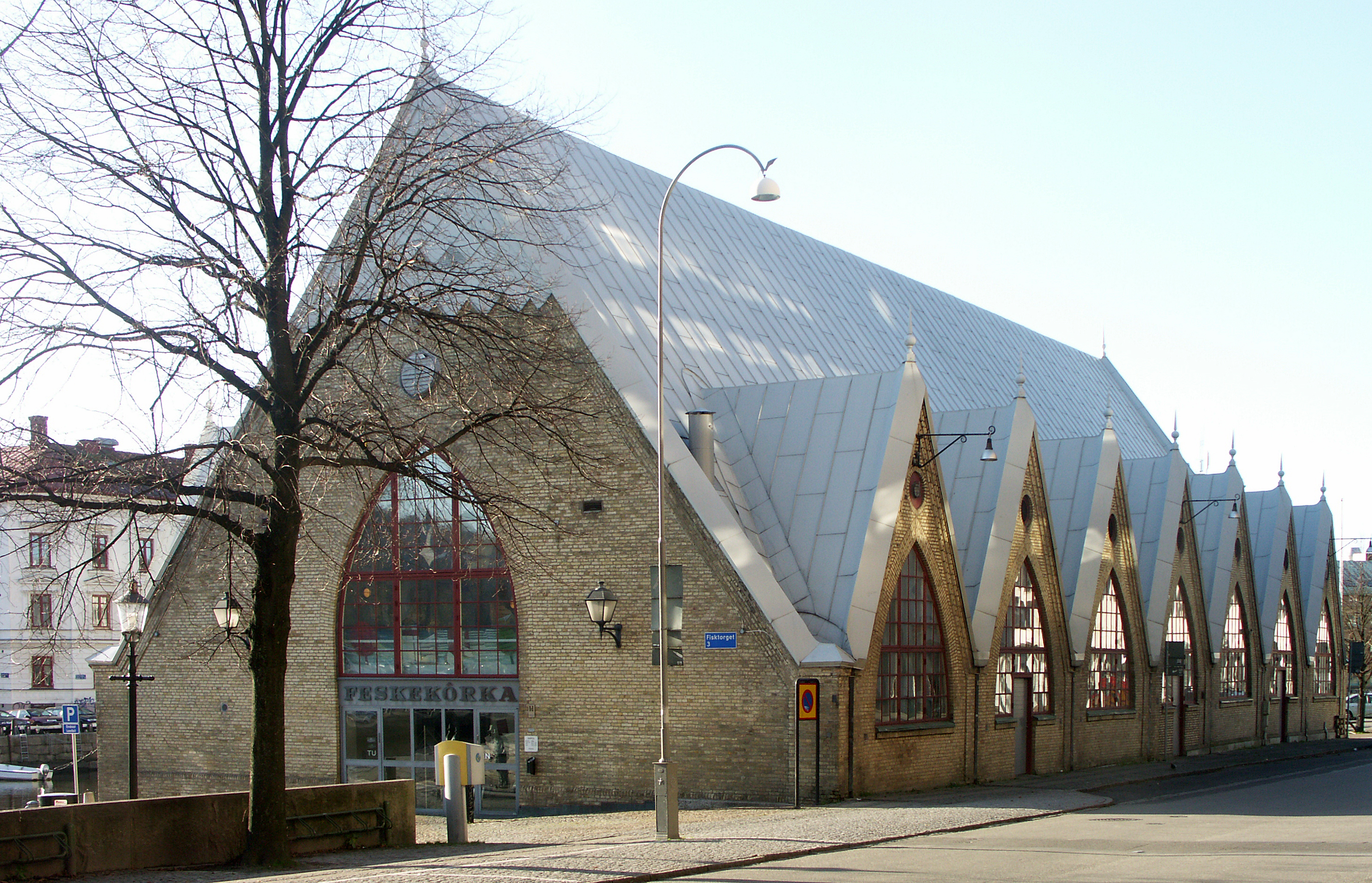
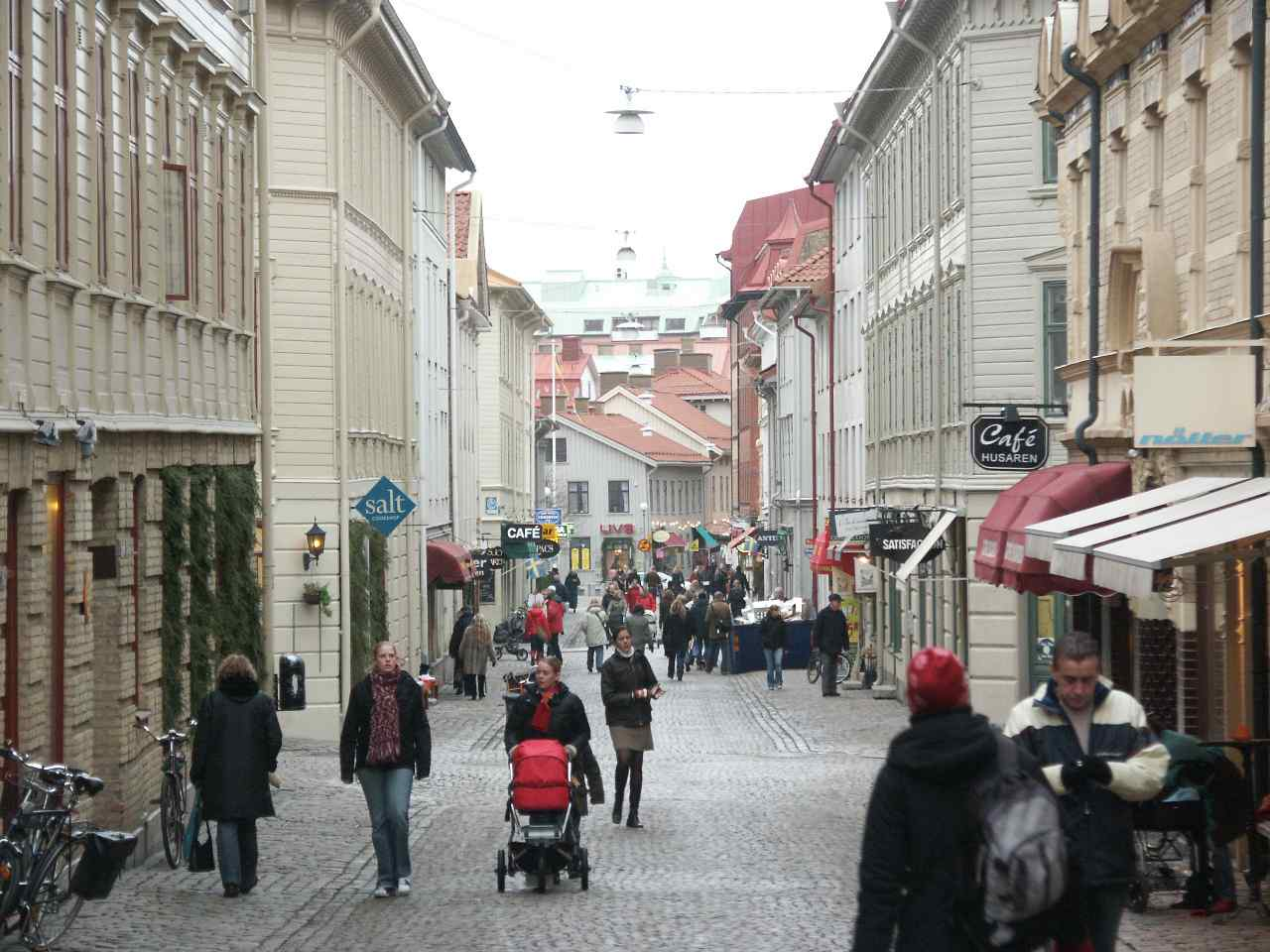
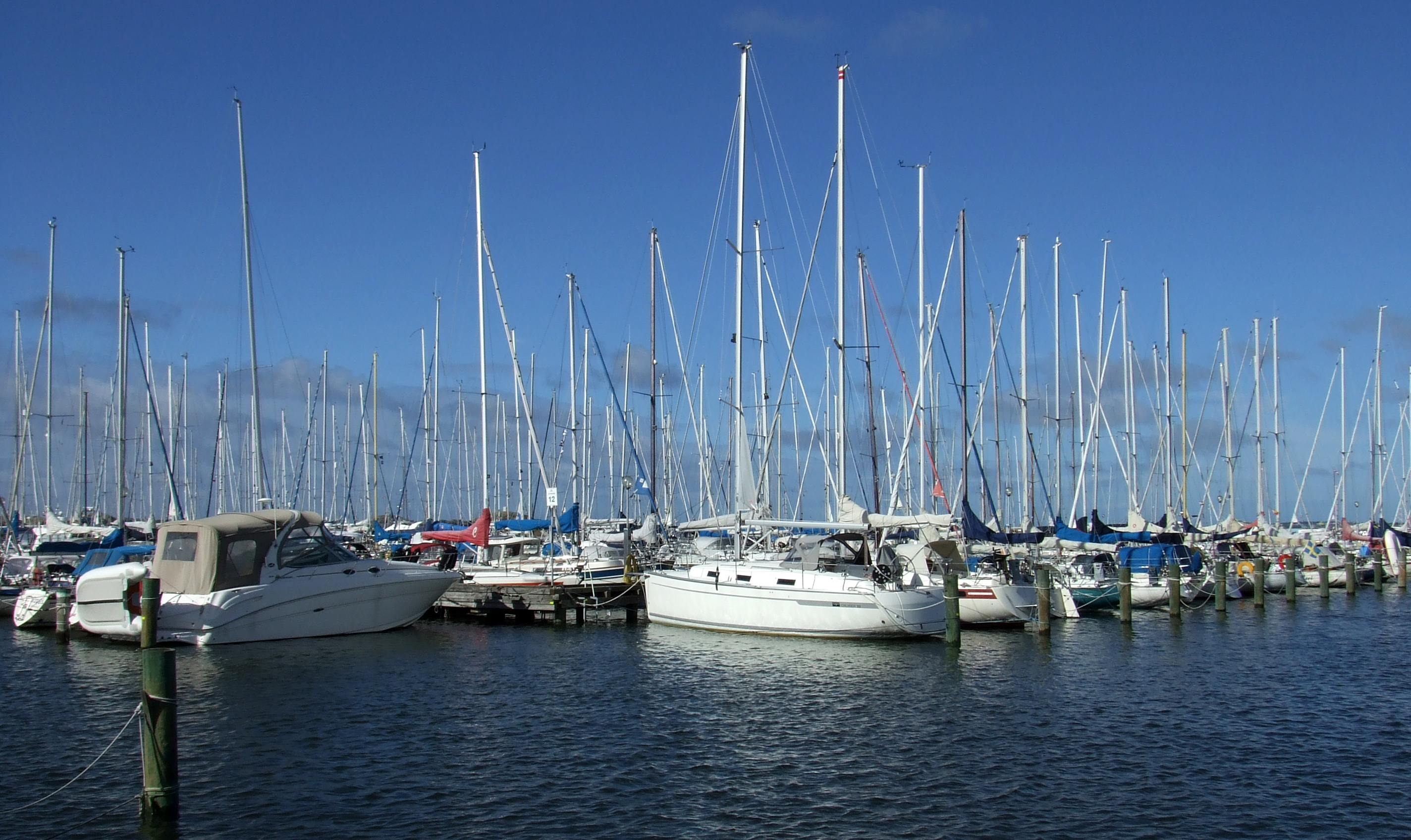